# Ocarina (Lied)
Ocarina (dt. Okarina) ist ein Lied des griechisch-belgischen DJ-Duos Dimitri Vegas & Like Mike in Zusammenarbeit mit dem ebenfalls belgischen DJ-Duo Wolfpack. Der Track wurde als offizielle Hymne des TomorrowWorld 2013 verwendet und erschien erstmals am 23. September 2013 als Single im Musikportal Beatport. Das Instrumentalstück ist in den Bereich des Progressive-House einzuordnen. Ein Re-Release erschien im Dezember desselben Jahres als Vocal-Version in Zusammenarbeit mit der britischen Singer-Songwriterin Katy B.

## Hintergrund

### Entstehung und Release
Ocarina wurde von den Brüdern Dimitrios und Michael Thivaios alias Dimitri Vegas & Like Mike gemeinsam mit Sammy Merayah, Jeremy Dussolliet, Tim Sommers und Erin Beck geschrieben. Im Gegensatz zu vielen anderen Releases des Duos wirkte hier nicht das niederländische Plattenlabel Spinnin’ Records mit, sondern wurde von Dimitri Vegas & Like Mike über ihr eigenes Plattenlabel Smash the House veröffentlicht.
Ruben Khaza erzählte in einem Interview mit RTL II, dass die ersten Töne von Ocarina, die den Wiedererkennungswert des Tracks ausmachen eine Ähnlichkeit zu unterschiedlichen Nintendo-Videospielen darstellen sollten. In dem Kontext verweist auch der Titel Ocarina auf die Spielreihe The Legend of Zelda. Dort handelt eine Episode von dem Musikinstrument Okarina. Erstmals gespielt wurde das Lied beim belgischen Musikfestival Tomorrowland 2012. Ähnlich wie beim Vorgänger Mammoth war auch hier das Intro sowie der erste Break fertiggestellt, doch die Melodie des Drops fehlte noch und folgte ebenfalls durch einen zufälligen Einfall. Das Endergebnis wurde letztlich im Tomorrowland 2012 Aftermovie, dessen Soundtrack von Dimitri Vegas & Like Mike produziert wurde, bekanntgegeben.
Das Releasedate wurde vorerst nicht bekanntgegeben, der Titel wurde lediglich mit der Ankündigung „Coming Soon“ versehen. Im Laufe des Sommers 2013 gab das Duo letztlich bekannt, dass die Veröffentlichung für den 23. September 2013 vorgesehen sei. Der Termin wurde eingehalten und der Song war ab diesem Tag auf Beatport zu finden. Jedoch wurde die Instrumentalversion in Musikportalen wie zum Beispiel iTunes oder Amazon nicht zum Verkauf angeboten; dort konnte man lediglich die später erschienene Vocal-Version finden. Jedoch war das Lied auf ihrem 2015 veröffentlichten Tour-Album Bringing the World the Madness vorhanden und konnte dort als Einzeltrack heruntergeladen werden.
Ocarina beginnt mit einem einminütigen Intro, das aus einem einfachen Kick besteht. Nach diesem setzt eine kurze Pause ein, aus der der Beginn des Leadsoundes entsteht. Nach weiteren 20 Sekunden wird dieser durch einen zusätzlichen Kick unterstützt. Ab 01:30 beginnt der Hauptteil des Leads, der auf den Mainpart anspielt, der ab 01:46 zu hören ist. Ab 02:15 endet der Drop und aus einem Verstummen der Synthes ertönt eine seichte Melodie, die der des Liedes nicht entspricht, aber ähnelt. Ein Schnipsen unterstützt diese ab 02:34 und bei 02:50 ertönt der eigentliche Leadsound wieder, der immer mehr durch eine Bridge verstärkt und ab 03:20 vollständig ersetzt wird. Bei drei Minuten und dreiunddreißig Sekunden ertönt der Drop, bis nach einer Minute ein Outro einsetzt, das eine Länge von dreißig Sekunden enthält.

### Promotion
Sein Debüt hatte der Song beim Tomorrowland 2012, wo er von Dimitri Vegas & Like Mike am 28. Juli 2012 selbst gespielt wurde. Daraufhin erschienen zahlreiche Remakes des Liedes auf YouTube sowie eine Verwendung im Tomorrowland 2012 Aftermovie.
Zwischen Ende des Jahres 2012 und Anfang des Jahres 2013 wurden auch andere DJs auf das Lied aufmerksam und verwendeten dieses in ihren Sets und Podcastfolgen. Support erhielten sie somit unter anderem von Avicii bei beinahe allen Sets seiner True-Tour, David Guetta oder Hardwell. Am 26. Oktober 2012 spielte der DJ und Produzent Benny Benassi erstmals den Bodybangers-Remix des Liedes, der durch das, im Dezember 2012 erschienene Aftermovie der Smash-the-Madness-Tour seine Beliebtheit weiter steigerte. Bei einer Vielzahl an Auftritten verwendete das Duo ausschließlich diesen Remix und es entstanden zahlreiche Gerüchte um eine baldige Veröffentlichung. Am 24. Juni 2013 posteten sie auf Facebook ein Bild, das eine Szene eines Musikvideos zeigte. Die meisten gingen davon aus, dass es Ocarina-zugehörig sei, allerdings stellte sich heraus, dass es sich um Chattahoochees handelte. Parallel waren sie live beim BBC Radio 1 zu hören, wo sie Ocarina ein weiteres Mal als Studioversion spielten. Im September stand letztlich das Release an, aber ein offizielles Musikvideo erschien trotz langer Erwartungen von Seiten der Fans nicht. Als Grund lässt sich die spätere Veröffentlichung der Find-Tomorrow-Vocal-Version nennen. Ende 2014 erschien ein weiterer Remix des Liedes, der von Klaas und Mazza stammt und auf dessen Track Here We Go basiert. Dieser ersetzte quasi den Bodybangers-Remix und wurde von Dimitri Vegas & Like Mike seit Dezember 2014 in beinahe allen ihren Sets verwendet. Seit Juli 2016 spielt das Duo einen neuen Big-Room-Remix des Liedes. Dieser stammt vom Produzenten-Trio Futuristic Polar Bears.

## Rezeption

### Kritik und Plagiatsvorwurf
Bereits beim Tomorrowland 2012 erhielt Ocarina beinahe ausschließlich positives Feedback, jedoch wurde es bereits dort stark mit dem Lied Trix des deutschen DJs und Produzenten Florian Arndt verglichen, das bereits Anfang 2012 über „You Love Dance“ erschien. Arndt wurde von zahlreichen Fans dazu aufgerufen, die Belgier zu verklagen beziehungsweise sich sein Recht an dem Lied zu holen; dies lehnte dieser jedoch ab. Weitere Aufmerksamkeit erhielt er von der Presse und deutschen YouTube-Music-News-Shows, die Ocarina ebenfalls als Plagiat betitelten. Das Duo entschädigte Arndt nach einem Shitstorm, indem sie ihm ein Release auf ihrem Plattenlabel ermöglichten. Dieses entstand in Zusammenarbeit mit Wolfpack und trug den Titel What Does This Butten Do unter dem Pseudonym Aarow.

### Kommerzieller Erfolg
In den Beatport-Top-100 erreichte Ocarina nach nur einem Tag die Top-10 und stieg nach wenigen weiteren Tagen bis auf Platz 1, wo der Track über eine Woche verweilte. Jedoch konnte die Instrumentalversion weder in den iTunes- noch in den offiziellen Single-Charts einen Erfolg auszeichnen, da der Track nicht außerhalb von Beatport veröffentlicht wurde. Anders schaut es hingegen bei der Vocal-Version Find Tomorrow (Ocarina) aus.

## Find Tomorrow (Ocarina)
Find Tomorrow (Ocarina) (dt. Finde morgen (Okarina)) ist der Titel der Vocal-Version des Liedes. Hierbei wurde eine Gesangsspur über die Instrumentalversion gelegt, wobei der Ablauf des Instrumentals dem Gesang angepasst wurde. Gesungen wurde diese Version von der britischen Singer-Songwriterin Katy B. Die Releasedates sind unterschiedlich. Als erstes Veröffentlichungsdatum gilt der 2. Dezember 2013.

### Hintergrund und Aufbau
Am 29. November 2014 premierte der niederländische DJ und Produzent Hardwell die Vocal-Version erstmals in der 144. Folge seines „Hardwell-On-Air“-Podcasts. Obwohl die Musikplattform Beatport die Lieder meist als Erste anbietet, erschien dieser Track am 2. Dezember 2013 erstmals im belgischen iTunes-Store und erst am 14. Februar 2014 auf Beatport. In Deutschland erschien der Song ebenfalls im Februar 2014 und in den USA gar erst am 3. April 2015. Auch der Remix des deutschen Produzenten-Duos Bodybangers erschien als Single. Das Release erfolgte am 24. März 2014 auf Beatport. Der Remix konnte starken Erfolg verbuchen.
Der Text besteht aus der Beschreibung eines bestimmten Ortes, die Katy B an eine nicht bekannte Person richtet. Sie fordert diese in der ersten Strophe auf, sie an diesen Ort, wo die Zeit eingefroren sei, zu bringen. Katy gibt ihm Anweisungen, wie genau dies geht und dass sie ihm folgen würde. In der zweiten Strophe fährt sie fort mit der Überzeugung, dass sie den Ort namens „Tomorrow“ allein durch Liebe finden würden. Klar wird nicht, worum genau es sich dabei handelt. Des Weiteren bittet sie darum, sie nicht wieder zur Erde zu bringen. Die dritte Strophe besteht aus einer Art Motivationszuspruch, in dem sie meint, man solle zusammenhalten und darauf vertrauen, dass das Morgenlicht sie führen würde. Die vierte und letzte Strophe besteht aus den verschieden betonten ausrufen „We can find tomorrow“.
Find Tomorrow (Ocarina) ist in zwei Teile aufgeteilt. Diese sind abhängig vom Instrumental, das jeweils aus einem Leadsound, einer Bridge und einem Drop besteht. Die vier Strophen sind lediglich im zweiten Break zu hören. Alle Strophen kann man in vier Verse aufteilen. Das gesamte Lied weist einen Trochäus auf und entspricht einem Viervierteltakt. Anzumerken ist hierbei, dass es beim Instrumental starke Unterschiede zwischen dem ersten und dem zweiten Part gibt, da zum einen zu Beginn des zweiten Parts ein Break-Down eingebaut wurde, wo die Strophen eingefügt wurden, sowie eine deutlich stärkere Bridge vor Einsetzen des Drops. Auf einen Shout wurde auch bei der Vocal-Version verzichtet.

### Musikvideo
Das offizielle Musikvideo wurde am 7. Januar 2014, einen Monat nach Veröffentlichung der Single, von Dimitri Vegas & Like Mike selbst hochgeladen. Es hat eine Länge von 3 Minuten und 19 Sekunden und wurde komplett animiert. Das Musikvideo stellt ein Sequel des Musikvideos zu ihrem Lied Chattahoochee dar, in dem sie durch die Poster des Tomorrowland-Festivals in ihrem Studio in eine Parallelwelt gezogen werden. Dort stellen sie durch Superkräfte, die sie durch die Musik ihres Synthesizers besitzen, eine Bedrohung für das dort lebende Volk dar und werden als Helden gefeiert. Zum Ende des Chattahoochee-Videos bilden sie auch mithilfe ihres Synthesizers ein Portal, bei dem sie dachten, es sei der Weg zu ihrem Hause. Nun folgt das Musikvideo zu Find Tomorrow (Ocarina). Sie betreten das Portal und landen vor einem großen Tor, das sich öffnet. Auf diesem ist das Logo der TomorrowWorld zu sehen. Sie passieren das Tor und finden sich in einer Eingangshalle wieder. An den Seiten sind zahlreiche Bücher zu erkennen und die Einrichtung scheint hochwertig. Am Ende des Raumes ist ein Tisch zu sehen, auf dem sich ein weiteres Buch befindet. Dies trägt den Titel „Buch der Weisheit“. Die Brüder werden in das Innere des Buches gezogen und befinden sich inmitten einer Geschichte. Sie reisen durch mehrere Storys und müssen ihren Mut und ihre Kraft immer wieder aufs Neue Beweisen. Die verschiedenen Stationen und Geschichten basieren auf Märchen, Mythen und anderen Handlungen, darunter sind Alice im Wunderland, Helena von Troja oder Fluch der Karibik. Zum Ende des Liedes erscheinen sie wieder in der Eingangshalle des Gebäudes, das einzustürzen droht. Sie rennen hinaus und springen in ein großes Portal. Wo sie sich nun wiederfinden, ist ungewiss, denn es wurde zwar der dritte Teil der Trilogie versprochen, jedoch kam dieser bisher noch nicht. Das Musikvideo wurde innerhalb eines Jahres über 3 Millionen Mal aufgerufen. Das Musikvideo wurde ebenfalls in der Bodybangers-Remix-Version von Dimitri Vegas & Like Mike selbst veröffentlicht.

### Rezeption

#### Kritik
Find Tomorrow (Ocarina) erhielt ähnlich wie die Instrumentalversion positives Feedback. Neben dem Instrumental wurden hier auch Katy Bs Vocals gelobt. Sebastian Wienke Schmiesing der Musikseite „Dance-Charts“ schrieb: „Ihre zarte Stimme passt sehr gut in den gefühlvollen Breakpart und macht aus der Ocarina die Find Tomorrow (Ocarina).“ Er beschrieb das Lied als „eine radiotaugliche House-Scheibe mit Ohrwurm-Faktor und Chartambitionen“. Ähnlich erging es dem Text, der insbesondere für seine permanente Anlehnung an die TomorrowWorld positiv kritisiert wurde. Jedoch erhielt Find Tomorrow (Ocarina) auch negatives Feedback. J. Ophälders der Seite „We Are Dance“ schrieb: „Beurteilen Sie es selbst, aber ich glaube nicht, dass diese Version überhaupt etwas Gutes mit sich zieht. Es enthält einen uninspirierten Gesang beziehungsweise Text, der über die Originalversion gelegt wurde. In meinen Ohren ist das die minderwertigste Produktion der Belgier seit einer langen Zeit!“

#### Kommerzieller Erfolg
Die Vocal-Edit konnte klar an den Erfolg der Original-Version anschließen. Zwar erreichte sue im Gegensatz zu Ocarina nicht Platz eins der Beatport-Charts, jedoch holte dort der „Bodybangers-Remix“ noch einmal eine hohe Platzierung heraus. In Belgien belegte das Duo bereits nach kürzester Zeit Platz eins der iTunes-Charts, wo es über einen langen Zeitraum verweilte. Parallel erreichten sie auch die Nummer eins der belgischen Radiostation „MNM“. Nach nur einer Woche stiegen sie auch auf Platz zwei der offiziellen Single-Charts des niederländischen Bereichs von Belgien und landeten dort ein zweites Mal auf Nummer zwei. In Wallonien reichte es immerhin für Platz 13, womit sie ihren bisher größten Erfolg im französischen Teil Belgiens verzeichneten. Über die Grenzen Belgiens ging kein Erfolg hinaus.
| ChartsChartplatzierungen | Höchstplatzierung | Wochen |
| ------------------------ | ----------------- | ------ |
| Flandern (Ultratop)      | 2 (14 Wo.)        | 14     |
| Wallonie (Ultratop)      | 13 (9 Wo.)        | 9      |

## Versionen und Remixe
Zu beiden Titeln erschienen eine ganze Reihe an Remixen und Bootlegs; zum einen offizielle, zum anderen auch inoffizielle. Oftmals wurde der Track komplett umgewandelt und basiert auf einem komplett neuen Genre. Herausstechen tun dabei insbesondere der Hardstyle-Remix von Brennan Heart. Auch der Remix der Bodybangers erfreute sich hoher Beliebtheit und wurde von etlichen DJs bei ihren Sets verwendet, weshalb dieser auch zum Verkauf bereitgestellt wurde. Es folgte im Jahre 2015 ein Remix des deutschen DJs Klaas Gerling zusammen mit Mazza, das seit Veröffentlichung von Dimitri Vegas & Like Mike anstelle des „Bodybangers-Remix“ auf ihren Liveauftritten gespielt wurden. Beide lassen sich in das Genre Big-Room einordnen. Eine hohe Anzahl von Remixen ist noch nicht Veröffentlicht, werden dennoch auf vielen Festivals und in zahlreichen Podcastfolgen gespielt. Während die Remixe der Bodybangers und Brennan Heart auf beide Versionen beziehen beziehungsweise zu beiden angefertigt wurden, erschien keiner der Remixe zur Vocal-Version, sondern lediglich zu Ocarina.
| #                          | Version / Remix                   | Länge |
| -------------------------- | --------------------------------- | ----- |
| Ocarina                    |                                   |       |
| 1.                         | Radio Edit                        | 3:08  |
| 2.                         | Original Mix                      | 4:55  |
| 3.                         | Bodybangers Remix                 | 4:33  |
| 4.                         | Klaas & Mazza Remix               | 3:57  |
| 5.                         | Ahzee & Dimaro Remix              | 5:04  |
| 9.                         | Acoustic Version                  | 1:17  |
| 6.                         | Amenzo Remix                      | 5:01  |
| 7.                         | Ale Mora & Massive Tune Miami Mix | 5:22  |
| 8.                         | Puresang Rave Bootleg             | 4:50  |
| 10.                        | Swede Dreams Bootleg              | 5:17  |
| 11.                        | Visionaire Remix                  | 5:36  |
| Find Tomorrow (Ocarina)    |                                   |       |
| 12.                        | Radio Edit                        | 3:08  |
| 13.                        | Extended Mix                      | 4:55  |
| 12.                        | Instrumental Mix                  | 4:55  |
| 12.                        | Bodybangers Remix                 | 5:41  |
| 14.                        | Brennan Heart Remix               | 2:49  |
| *Noch nicht veröffentlicht |                                   |       |